# Dameon Johnson
Dameon Johnson (* 29. Oktober 1976) ist ein ehemaliger US-amerikanischer Sprinter, der sich auf den 400-Meter-Lauf spezialisiert hat. Seinen größten Erfolg feierte er mit dem Gewinn der Goldmedaille in der 4-mal-400-Meter-Staffel bei den Hallenweltmeisterschaften 1999 in Maebashi.

## Sportliche Laufbahn
Dameon Johnson wuchs in Baltimore auf und startete 1999 mit der US-amerikanischen 4-mal-400-Meter-Staffel bei den Hallenweltmeisterschaften in Maebashi. Dort siegte er in 3:02,83 min gemeinsam mit Andre Morris, Deon Minor und Milton Campbell und stellte damit einen neuen Weltrekord auf. Es blieb seine einzige Meisterschaftsteilnahme, ehe er seine aktive sportliche Karriere 2006 im Alter von 30 Jahren beendete.

## Persönliche Bestzeiten
- 400 Meter: 46,07 s, 22. Mai 1999 in Atlanta
  - 400 Meter (Halle): 46,63 s, 26. Februar 1999 in Atlanta